# Tommy Atterhäll
Tommy Roger Atterhäll (* 10. September 1978 in Göteborg, Schweden) ist ein schwedischer Handballtrainer und ehemaliger Handballspieler. Er ist 1,80 m groß und wiegt 76 kg. 
Atterhäll, der zuletzt für den schwedischen Club HK Aranäs spielte und für die schwedische Männer-Handballnationalmannschaft auflief, wurde meist auf Linksaußen eingesetzt.
Tommy Atterhäll begann beim HP Warta mit dem Handballspiel. Dort debütierte er auch in der ersten schwedischen Liga. Als sein Verein jedoch 2002 abstieg, ging Atterhäll zum Lokalrivalen IK Sävehof. Mit den Männern aus dem Göteborger Vorort Partille gewann er 2004 und 2005 die schwedische Meisterschaft. In den letzten beiden Jahren jedoch musste sich Sävehof im Kampf um die Meisterschaft stets dem Stockholmer Verein Hammarby IF HF geschlagen geben; 2007 wechselte Atterhäll schließlich nach Dänemark zum FCK Håndbold, mit dem er 2008 die dänische Meisterschaft und 2010 den dänischen Pokal gewann. Im Sommer 2010 schloss er sich dem schwedischen Verein HK Aranäs an. Hier war er später auch über 4 Jahre zusätzlich als Co-Trainer tätig. Nach der Saison 2016/17 beendete Atterhäll bei Aranäs seine aktive Karriere und übernahm das Traineramt vom schwedischen Verein Önnereds HK. Unter seiner Leitung stieg Önnereds 2018 in die höchste schwedische Spielklasse auf. Nach der Saison 2021/22 verließ Atterhäll Önnereds und übernahm erneut das Co-Traineramt von HK Aranäs. Ab der Saison 2024/25 wird er den schwedischen Zweitligisten Torslanda HK trainieren.
Tommy Atterhäll bestritt sechs Länderspiele für die schwedische Nationalmannschaft. Für die Handball-Weltmeisterschaft der Herren 2007 in Deutschland konnte er sich mit Schweden nicht qualifizieren; bei der Handball-Europameisterschaft 2008 in Norwegen gehörte er nur zum erweiterten Aufgebot seines Landes.